# Любимов Артем Валерійович
Артем Валерійович Любимов — солдат Збройних сил України, учасник російсько-української війни, що загинув у ході російського вторгнення в Україну в 2022 році.

## Життєпис
Зростав в районі Святошино. Закінчив Київський авіаційний технікум. Продовжив навчання в Національному аерокосмічному університеті.
Працював в Києві.
Повномасштабне вторгнення зустрів на дачі біля Києва, вступив в ТРО Ірпеня 
Загинув в селі Гута-Межигірська.

## Нагороди та вшанування
- орден «За мужність» III ступеня (2022, посмертно) — за особисту мужність і самовіддані дії, виявлені у захисті державного суверенітету та територіальної цілісності України, вірність військовій присязі.
- почесний громадянин міста Ірпінь (посмертно)[3]